# Yves-Alexandre de Marbeuf
Yves-Alexandre de Marbeuf (Rennes, 17 maggio 1734 – Lubecca, 15 aprile 1799) è stato un arcivescovo cattolico francese.

## Biografia
Figlio del cugino germano di Charles Louis de Marbeuf, primo protettore di Napoleone, venne nominato vescovo di Autun il 15 giugno 1767, carica che occupò fino al 1788 (suo successore fu il famoso Charles-Maurice de Talleyrand-Périgord), quando passò al prestigioso e remunerativo (50.000 lire di rendita annua) seggio episcopale di Lione. Dal 1782 era inoltre abate (e sarebbe stato l'ultimo) dell'Abbazia di Bec, e il 1º gennaio 1785 fu nominato cavaliere dell'Ordine dello Spirito Santo.
Sotto l'Ancien Régime, fu ministro del foglio dei benefici, gestendo l'attribuzione delle varie rendite ecclesiastiche nel Regno di Francia.
Fin dallo scoppio della Rivoluzione, Marbeuf, pur non essendo stato contrario agli Stati Generali del 1789, si schierò fin dall'inizio con le forze conservatrici, manifestando soprattutto la sua decisione opposizione alla Costituzione civile del clero. Costretto a fuggire dalla Francia, venne sostituito sul seggio di Lione dal vescovo "costituzionale" Antoine-Adrien Lamourette, ma, agli occhi della Santa Sede, continuò a essere lui il legittimo vescovo di Lione fino alla sua morte, avvenuta nel 1799 mentre era in esilio in Germania.

## Genealogia episcopale
La genealogia episcopale è:
- Cardinale Guillaume d'Estouteville, O.S.B.Clun.
- Papa Sisto IV
- Papa Giulio II
- Cardinale Raffaele Sansone Riario
- Papa Leone X
- Papa Paolo III
- Cardinale Francesco Pisani
- Cardinale Alfonso Gesualdo di Conza
- Papa Clemente VIII
- Cardinale Pietro Aldobrandini
- Cardinale Laudivio Zacchia
- Cardinale Antonio Barberini, O.F.M.Cap.
- Cardinale Nicolò Guidi di Bagno
- Arcivescovo François de Harlay de Champvallon
- Cardinale Louis-Antoine de Noailles
- Cardinale André-Hercule de Fleury
- Cardinale Nicolas-Charles de Saulx-Tavannes
- Vescovo François de Fitz-James
- Arcivescovo Antoine de Malvin de Montazet
- Arcivescovo Yves-Alexandre de Marbeuf

La successione apostolica è:
- Vescovo Jean-Gabriel d'Agay (1780)